# Serres-Castet
Serres-Castet é uma comuna francesa na região administrativa da Nova Aquitânia, no departamento dos Pirenéus Atlânticos. Estende-se por uma área de 13,73 km². Em 2010 a comuna tinha 4 427 habitantes (densidade: 322,4 hab./km²).